# Acroclisella
Acroclisella is een geslacht van vliesvleugeligen uit de familie Pteromalidae. De wetenschappelijke naam van dit geslacht is voor het eerst geldig gepubliceerd in 1915 door Girault.

## Soorten
Het geslacht Acroclisella omvat de volgende soorten:
- Acroclisella clypeata Girault, 1926
- Acroclisella perplexa Girault, 1915